# Лонні-ле-Віллаж
Лонні-ле-Віллаж (фр. Longny les Villages) — муніципалітет у Франції, у регіоні Нижня Нормандія, департамент Орн. Лонні-ле-Віллаж утворено 1 січня 2016 року шляхом злиття муніципалітетів Ла-Ланд-сюр-Ер, Лонні-о-Перш, Малетабль, Маршенвіль, Монсо-о-Перш, Мулісан, Неї-сюр-Ер i Сен-Віктор-де-Рено. Адміністративним центром муніципалітету є Лонні-о-Перш. Населення — 2878 осіб (01.01.2021).